# Команда Балакиши Касумова
Команда Балакиши́ Касу́мова — команда игроков в «Что? Где? Когда?» (ЧГК) и по брейн-рингу; чемпион мира по ЧГК (2004).

## Достижения
Становились чемпионами Азербайджана по ЧГК 2002 и 2004 годов, чемпионами Азербайджана по Брейн-рингу в 2002 году, занимали 2-е и 3-е места в чемпионатах Азербайджана-2005 и 2006 соответственно, 11-14 место на IV чемпионате мира (2005), 11-е место на V чемпионате мира (2006), 9-е место на VI чемпионате мира (2007), в 2008 году в третий раз стала чемпионом Азербайджана. Команда неоднократно занимала призовые места на Чемпионате Южного Кавказа, становилась чемпионом Южного Кавказа в 1998 и 2010 годах. Несколько игроков команды становились победителями и призёрами ЧЮК в составе других команд (Балаш Касумов, Эльман Талыбов, Анар Азимов, Рауф Наджафли).
В составе команды в разное время выступали три игрока элитарного клуба «Что? Где? Когда?» — Борис Левин, Ровшан Аскеров и Дмитрий Авдеенко.

## Чемпионат мира-2004
В 2004 году команда Балаша Касумова (под названием Azercell) сенсационно победила на III чемпионате мира в городе Баку.
После традиционного успеха в турнире по брейн-рингу команда Балакиши Касумова неожиданно добилась успеха и в основном турнире, первенстве по спортивной версии «Что? Где? Когда?». На 75 вопросах отборочного этапа азербайджанские знатоки, к которым присоединился легионер Борис Левин, показали наилучший результат. От них незначительно отстал ещё один сенсационный лидер — израильский «Десятый вал» во главе с Олегом Леденёвым. Титул чемпиона мира эти два коллектива разыграли между собой в суперфинальном матче. В 2004 году суперфинал разыгрывался по новым правилам: вместо написания ответов на бланках бумаги и устного оглашения для зрителей, каждая команда вводила версию на свой ноутбук, после чего ответы отображались на общем экране. На дистанции из 15 вопросов команда Балакиши Касумова добилась победы со счётом 11:7. Решающий поединок проходил прямо на церемонии закрытия, за его ходом наблюдали президент Азербайджана Ильхам Алиев и нанесший официальный визит Леонид Тягачёв, глава Олимпийского комитета России.
Ни до, ни после III Чемпионата мира команда Балакиши Касумова не занимала высоких мест на турнирах спортивного ЧГК. Несмотря на готовность бакинского клуба принимать чемпионаты мира и в будущем, с 2005 года Международная ассоциация клубов «Что? Где? Когда?» стала проводить мировое первенство в других городах.
После успеха на чемпионате мира знатоки из коллектива Балаша Касумова выиграли титул абсолютных чемпионов мира, победив команду телезрителей в телевизионной игре «Что? Где? Когда?». Они стали последней командой-чемпионом по спортивной версии игры, которая была приглашена в элитарный клуб.

## Брейн-ринг
В 2002 году бакинская команда (в составе которой помимо Балаша Касумова выступали Микаил Джаббаров, Роман Аллояров, Илья Гинзбург, Рауф Наджафов и Джейхун Гейбатов) стала победителем турнира по брейн-рингу, проходившего в рамках I Чемпионата мира по ЧГК. Она уступила команде Сергея Виватенко в одном из матчей, но выиграла шесть остальных встреч.
В 2003 году на турнире, проходившем вместе с розыгрышем II Чемпионата мира по ЧГК, команда Балакиши Касумова завоевала Кубок абсолютных чемпионов мира по брейн-рингу. В финальной встрече она проиграла украинской команде «Стирол» в первом матче (1:6), но затем взяла верх в двух матчах (6:5, 1:0)
В 2004 году команда Балакиши Касумова в третий раз подряд завоевала кубок «Золотой брейн», который стал первой победой на триумфальном для неё Чемпионате мира. В финале азербайджанским знатокам противостояла сборная игроков со всего мира под руководством Владимира Белкина. Бакинская команда, в составе которой выступали Дмитрий Авдеенко, Ровшан Аскеров, Рауф Наджафлы и Аднан Ахундов, сумела взять вверх со счётом 2:1.